# Vegyes 10 méteres szinkronugrás a 2016-os úszó-Európa-bajnokságon
A 2016-os úszó-Európa-bajnokságon a műugrás vegyes 10 méteres szinkronugrásának fináléját május 14-én délután rendezték a London Aquatics Centreben.

## Versenynaptár
Az időpontok helyi idő szerint olvashatóak (GMT +00:00).
| Dátum                    | Időpont | Forduló |
| ------------------------ | ------- | ------- |
| 2016. május 14., szombat | 17:00   | Döntő   |

## Eredmény
| # | Versenyző                            | Ország                   | Pontok |
| - | ------------------------------------ | ------------------------ | ------ |
|   | Julija Prokopcsuk Makszim Dolgov     | Ukrajna (UKR)            | 323,70 |
|   | Georgia Ward Matthew Lee             | Egyesült Királyság (GBR) | 318,24 |
|   | Julija Tyimosinyina Nyikita Slejher  | Oroszország (RUS)        | 307,68 |
| 4 | Bátki Noémi Maicol Verzotto          | Olaszország (ITA)        | 304,62 |
| 5 | Christina Wassen Timo Barthel        | Németország (GER)        | 277,14 |
| 6 | Mara Elena Aiacoboae Alin Ioan Rontu | Románia (ROU)            | 275,40 |